# Glomar Explorer
Le USNS Glomar Explorer (T-AG-193) est un grand bateau construit pour une opération secrète, le projet Azorian, connue dans le grand public sous le nom de projet Jennifer. Ce projet, lancé par la Central Intelligence Agency, était destiné à récupérer le sous-marin K-129 de la marine soviétique, qui avait été perdu en avril 1968 à la suite de ce qui pourrait être l'explosion d'un missile nucléaire lors d'une tentative de tir, à environ 700 km au nord-ouest de Pearl Harbor et 2 500 km de Hawaï. Par la suite, il est employé comme navire de forage hauturier avant d'être décommissionné.  

## Historique
Il est construit par le Sun Shipbuilding & Drydock Co. à Chester (Pennsylvanie), officiellement pour la Summa Corp. Texas, une entreprise de Howard Hughes, sous le nom de Hughes Glomar Explorer. Il est équipé d'un moonpool géant pour les besoins de sa mission initiale, le projet Azorian. Mis sur cale le 9 décembre 1971, il est lancé le 4 novembre 1972,.
Il est transféré à l'US Navy le 1er juillet 1973, et mis en réserve par la MARAD (United States Maritime Administration) en 1980. Loué à un usage commercial à la Global Marine Development Inc. depuis août 1996, il est rayé du registre naval en 2007 et opère depuis sous le nom de GSF Explorer
En 2010, Transocean acquiert le navire pour 15 millions de dollars.
Le navire change de pavillon de Houston, États-Unis pour Port-Vila, Vanuatu au 3e trimestre 2013.
Transocean a annoncé en avril 2015 que le navire serait mis au rebut prochainement.

## Caractéristiques
Son poids est de 50 500 tonnes à pleine charge pour une longueur de 188,60 mètres et une vitesse de 10 nœuds (19 kilomètres à l'heure). Son cout de construction estimé dépasse 500 millions de dollars.